# تپه شهر سوخته ۱۹۳
تپه شهر سوخته ۱۹۳ مربوط به دوره ساسانیان دوره اشکانیان است و در شهرستان زابل، بخش شیب آب، دهستان لوتک، روستای حومه شهر سوخته، ۵/۸ کیلومتری جنوب غرب پایگاه میراث فهرهنگی شهر سوخته واقع شده و این اثر در تاریخ ۱۵ اسفند ۱۳۸۵ با شمارهٔ ثبت ۱۷۹۶۲ به‌عنوان یکی از آثار ملی ایران به ثبت رسیده است.